# Middleton (Massachusetts)
Pour les articles homonymes, voir Middleton.
Middleton est une ville du Comté d'Essex dans l’État du Massachusetts.
Elle a été incorporée en 1728.
Sa population était de 9 779 habitants en 2020.